# Очень дерьмовое Рождество
«Очень дерьмо́вое Рождество́» (англ. A Very Crappy Christmas) — эпизод 417 (№ 65) сериала «Южный Парк», премьера которого состоялась 20 декабря 2000 года. Серия приурочена к Рождеству и примечательна многочисленными отсылками к короткометражному мультфильму «Дух Рождества», который положил начало всему сериалу.

## Сюжет
Наступает Рождество, а для семьи Брофловски — Ханука. Кайл ждёт появления из унитаза мистера Хэнки, но тот почему-то не приходит; в ту же ночь он зовёт Стэна, Картмана и Кенни с собой, они спускаются в канализацию и пытаются выяснить, в чём дело. Оказывается, что мистер Хэнки женился, у него жена-алкоголичка и трое детей, один из которых недоразвитый. Помимо семейных проблем, рождественскую какашку смущает то, что все, по его словам, забыли о Рождестве.
Ребята пытаются напомнить горожанам и родителям о празднике. Они поют песни, призывают покупать подарки, однако Рождество действительно всех достало; никто не желает покупать подарков, и все хотят в праздничный день просто провести тихий семейный ужин. Увидев по телевидению рождественский выпуск Peanuts, ребята загораются идеей снять собственный мультфильм, чтобы напомнить всем о духе праздника. Мэр, пребывающая в отчаянии из-за снижения продаж праздничных товаров, поддерживает проект.
Один из детей мистера Хэнки, Корнуоллис, начинает грустить. Он спрашивает у отца, зачем они нужны, ведь какашек нет ни в одной рождественской истории или сказке. В ответ мистер Хэнки поёт песенку «A Circle of Poo» (рус. Круговорот дерьма), в которой объясняет сыну, что дерьмо лежит в основе всего и по сути управляет всем миром. Воспрявший духом Корнуоллис вместе с остальными какашками помогает обустроить старый кинозал для праздничного показа.
Картману надоедает заниматься мультфильмом, и он уходит из проекта; Кенни давит машина. Однако Стэн и Кайл всё равно продолжают работу над мультфильмом — Стэн копирует голос Картмана, Кенни решено убить и в мультфильме тоже. Ребята доделывают негативы фильма и отсылают их в Южную Корею.
В канун Рождества в городе намечается праздничный показ. Горожане собираются в кинотеатре, однако через несколько секунд после начала демонстрации мультфильма плёнку зажёвывает. Все расходятся; теперь жителей Саут-Парка ещё больше тошнит от Рождества. Мистер Хэнки тоже расстроен, однако Корнуоллис напоминает ему об уроке, который он усвоил, и вместе они чинят проектор. Когда все семьи города сидят дома, показ фильма начинается вновь. Он производит на всех большое впечатление, горожане осознают, что на самом деле дух Рождества — это дух коммерции, и бегут за подарками.
В финале эпизода мальчики открывают свои подарки. Кайл говорит, что на Хануку подарки дарят 8 дней; Стэн и Картман говорят, что тоже хотят стать евреями, и начинают петь песенку про дрейдел.

## Смерть Кенни
Во время работы над фильмом Стэн, Кайл и Кенни выходят на дорогу, и Кенни внезапно сбивает машина. Однако Стэн спокойно замечает: «Ничего, в мультфильме его персонаж тоже умрёт».

## Отсылки к «Духу Рождества»
Мультфильм, который делают создатели, — это «Дух Рождества: Иисус против Санты», вторая из двух короткометражек, положивших начало «Южному парку». Идея создателей сделать рождественский мультфильм является отсылкой к предложению Паркеру и Стоуну Брайана Грэдена из Fox сделать рождественскую видеооткрытку. Создатели используют материалы первой короткометражки — «Дух Рождества: Иисус против Фрости», которая была сделана в реальности на несколько лет раньше «Иисуса против Санты». Фигурки персонажей для мультфильма делает Баттерс, а режиссёром-аниматором реального мультфильма был Эрик Стоф, послуживший прототипом Баттерса. Финал эпизода полностью повторяет концовку «Иисуса против Санты»: труп Кенни поедают крысы, а мальчики хотят стать евреями из-за восьми дней ханукальных подарков и уходят из кадра с песней «Dreidel Dreidel Dreidel».

## Пародии
- Песня, которую поёт Кайл, чтобы подбодрить Стэна и Кенни, взята из рождественского мультфильма Twas the Night Before Christmas. В одно из мгновений исполнения песни лицо Кайла сменяется лицом Джошуа Трандла, одного из главных героев передачи. Другие повороты сюжета, например мистер Хэнки и Корнуоллис, чинящие проектор, когда уже, казалось бы, всё потеряно, также повторяют сюжет Twas the Night Before Christmas.
- Песня «Circle of Poo» пародирует песню из «Короля-льва» «Circle of Life». Из видеоряда к «Circle of Life» взяты такие элементы, как виды саванны и скалы, на которой стоит мистер Хэнки, держащий Корнуоллиса так же, как Рафи́ки держит Симбу.

## Факты
- Это первый эпизод сериала, где Стэн снимает шапку и становится видно, что у него чёрные волосы.
- В этом эпизоде впервые можно увидеть дом Баттерса.
- В мастерской Баттерса есть постеры с Пандой сексуальных домогательств и надпись Cow Day. Это отсылка к эпизодам «Панда сексуальных домогательств» и «Коровьи дни».
- Когда Эрик, обиженный на Стэна и Кайла, отказывается озвучивать себя, Стэн встаёт в позу, распустив руки, как будто держит живот, и изображает Картмана. Таким же образом делал Трей Паркер в фильме БЕЙСкетбол, когда издевался над толстяком.
- В этой серии Кайл говорит, что у Стэна голубые глаза.